# Miroslav Michálek (1959)
Miroslav Michálek (* 26. listopadu 1959 Třebíč) je český právník a šachista.

## Život
Po absolvování Střední ekonomické školy v Třebíči vystudoval Právnickou fakultu Univerzity Jana Evangelisty Purkyně (dnešní Masarykova univerzita) v Brně (1979 – 1983), kde v roce 1984 složením rigorózní zkoušky získal i doktorát (JUDr.) V roce 1985 složil na Ministerstvu spravedlnosti odbornou notářskou zkoušku. Vystudoval též na Central European Management Institute (CEMI) v Praze (2014 – 2015) postgraduálně obor Corporate Master of Laws, kde získal titul LL.M.
Pracoval na Státním notářství v Hodoníně (1986), Státním notářství Brno – město (1987) a Státním notářství v Třebíči (1988 – 1992). Od 1. ledna 1993 je soukromým notářem v Třebíči s úředním dnem v Jemnici (od roku 1993) a úředním dnem v Praze (od roku 2011).
Krátce externě vyučoval na katedře občanského práva Právnické fakulty Masarykovy univerzity v Brně a právo rovněž učil na soukromé střední odborné škole Vostrý v Třebíči. Věnuje se i přednáškové činnosti.[zdroj?]

### Šachy
V praktické hře získal 1. výkonnostní třídu (1992) a nejvyšší ELO hodnocení 2040 bodů (2005). Větších úspěchu dosáhl v korespondenčním šachu. Byl členem družstva, které získalo v Mistrovství ČSFR (1992–1993) zlaté medaile a obdržel titul Mistr šachu. Zúčastnil se několika mezinárodních turnajů v korespondenčním šachu:
- Pider Memorial (ARG) 1995 – 8. místo
- Wolfgang Heidenfeld Memorial (NIR) 2000 – 8. místo
- Martin Christoffel Memorial (CH) 2002 – 10. místo
- František Batík Memorial (CZE) 2003 – 11. místo
- Robertas Sutkus Memorial (LTU) 2008 – 4. místo
- London – Paris (FRA) 2009 – 4. místo
- RCCA Silver (RUS) 2011 – 12. místo
- George Stibal ICCF (AUS) 2011 – 4. místo
- Rudolf Ševeček Memorial (CZE) 2013 – 9. místo

S reprezentačním družstvem korespondenčních šachistů vybojoval v roce 2009 bronzovou medaili VI. Mistrovství Evropy družstev, na l. šachovnici reprezentoval Českou republiku i v předkole šachové olympiády v roce 2012 a reprezentoval Českou republiku v zápasech proti Norsku, Německu, Slovensku, Francii, Austrálii/Novému Zélandu, Polsku a týmu Evropy. V roce 2007 hrál za český tým ALFA, který skončil v Champions League na 4. místě.
Za dosažené výsledky obdržel v roce 2002 šachový titul IM ICCF (mezinárodní mistr ICCF) a v roce 2003 šachový titul SIM ICCF (mezinárodní mistr vyšší třídy ICCF). Byl rovněž členem české delegace na mezinárodních kongresech ICCF v Lisabonu (POR) 2002, Ostravě (CZE) 2003 a Mumbaji (IND) v roce 2004.
V roce 2019 postoupil ze semifinálové skupiny WC37/sf02 (2013 – 2015) do turnaje kandidátů mistrovství světa. V tomto turnaji WC36/ct02  (2016 – 2019) obsadil za Thomasem Märtenem (GER 2502) druhé postupové místo do finále Mistrovství světa v korespondenčním šachu (zdroj www.iccf.com). To bude zahájeno v červnu 2021 za účasti 17 hráčů.

### Politika
Ve volbách do Senátu PČR v roce 2018 kandidoval jako nestraník za hnutí ANO 2011 v obvodu č. 53 – Třebíč. Se ziskem 14,77 % hlasů skončil v prvním kole voleb na 2. místě a ve druhém kole se utkal s nestraničkou za hnutí STAN Hanou Žákovou. V něm prohrál poměrem hlasů 22,53 % : 77,46 %.